# Kutiman
Ophir Kutiel (hébreu : אופיר קותיאל), né en 1982 à Jérusalem, connu professionnellement sous le nom de Kutiman, est un musicien, compositeur, producteur et animateur israélien.
Il est surtout connu pour avoir créé le projet vidéo musical ThruYOU et un album du même nom.

## Biographie
Kutiel est né à Jerusalem en Israël et grandit à Zikhron Yaakov. Il commence les cours de piano à l'âge de six ans et apprend ensuite à jouer de la batterie et de la guitare à l'âge de 14 ans. Âgé de 18 ans, Kutiel déménage à Tel Aviv afin d'y étudier le jazz à l'École Rimon de Jazz et de Musique Contemporaine.
Alors qu'il travaille dans une supérette de quartier à Tel Aviv, en Israël, Kutiel fait la découverte d'une station de radio universitaire qui joue des genres musicaux qui sont radicalement différents du jazz classique auquel il été habitué jusqu'alors. Suivant cette expérience, Kutiman rencontre Sabbo, un autre artiste israélien, qui l'initie à l'Afrobeat et à la musique funk, dont les sonorités de James Brown et Fela Kuti parmi tant d'autres. Alors que le gout pour la musique de Kutiel dévie de son éducation traditionnelle, en 2003, Kutiman entame un séjour en Jamaïque où il effectue des recherches sur le reggae et travaille à la fois avec Stephen et Damian Marley.

## Carrière musicale
En 2006, Kutiman signe avec le label musical allemand, Melting Pot Music, basé à Cologne, en  Allemagne. Peu de temps après, son premier titre, No Groove Where I Come From, sort, suivi par le tube Music is Ruling My World - une collaboration avec Karolina de Habanot Nechama. Le premier album éponyme de Kutiman sort fin 2007 et reçoit une note de 8.2 par Pitchfork et un 7 sur 10 de PopMatters. Under the Radar désigne Kutiman comme l'un des « Artistes à Surveiller en 2008 », aux côtés de  Glasvegas et MGMT.
Kutiman remporte également le prix ACUM en 2010 pour avoir produit l'album de Karolina, What Will I Do Now?
À l'été 2010, Kutiman partage l'affiche d'un concert avec DJ Shadow à Tel Aviv, se produisant avec son orchestre live, The Kutiman Orchestra,.
En juin 2012, Kutiman sort un nouveau titre et un nouveau vidéo clip : Dover. D. Cette vidéo, créée par Kutiman, documente un projet d'art de rue de Dover D. Kutiman produit ce titre et joue tous les instruments, accompagné au chant par Elran Dekel, chanteur leader de Funk'n'stein. Ce titre est présenté durant l'émission BBC Radio 6 Music de Gilles Peterson.